# 卡特拉尔
卡特拉尔，是西班牙巴伦西亚自治区阿利坎特省的一个市镇。 总面积20km2，总人口5295人（2001年），人口密度265人/km2。